# Saint-Félix-de-Reillac-et-Mortemart
Saint-Félix-de-Reillac-et-Mortemart é uma comuna francesa na região administrativa da Nova Aquitânia, no departamento Dordonha. Estende-se por uma área de 19,4 km². Em 2010 a comuna tinha 187 habitantes (densidade: 9,6 hab./km²).